# Конформация

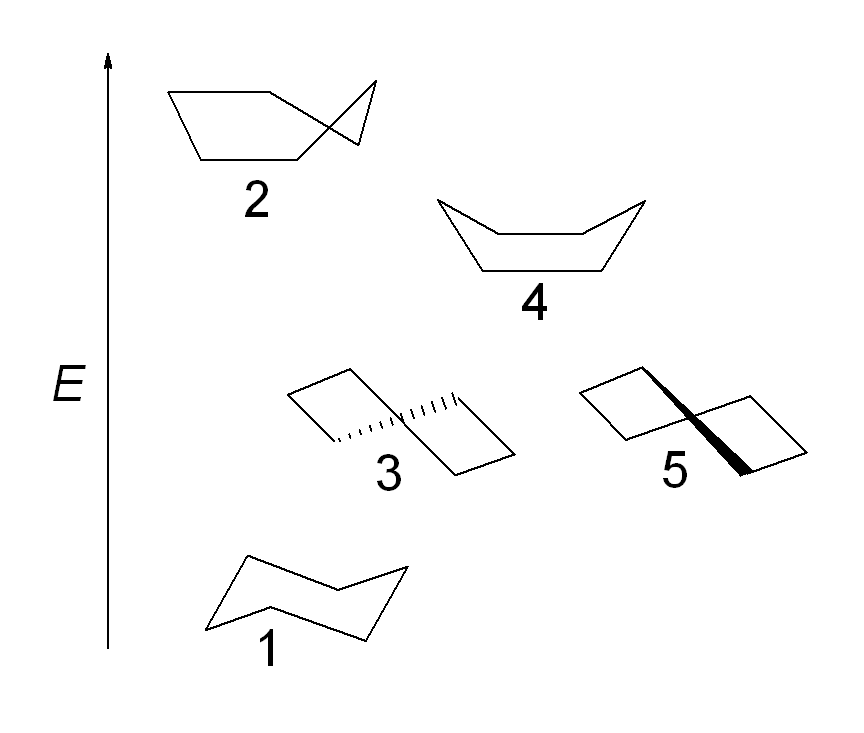
Конформации шестичленных циклов на примере циклогексана:
1 — «кресло»; 3, 5 — «твист»-конформации; 4 — «ванна»; 2 — «полукресло», или «конверт»

Конформа́ция молекулы (от лат. conformatio «форма, построение, расположение») — пространственное расположение атомов в молекуле определённой конфигурации, обусловленное поворотом вокруг одной или нескольких одинарных сигма-связей. В некоторых случаях в конформационные преобразования включают и пирамидальные инверсии и другие политопные перегруппировки неорганических и элементоорганических соединений.
Стереоизомеры в конформациях, соответствующих минимумам потенциальной энергии, называют конформерами (поворотными изомерами).

## Свободное и ограниченное вращение
В стереохимическом контексте свободным вращением вокруг химической связи называют такое вращение, когда вращательный барьер настолько низок, что различные конформации не заметны как различные химические разновидности на временных рамках эксперимента. Запрещение вращения групп вокруг связи из-за присутствия достаточно большого вращательного барьера, чтобы сделать явление, заметное на временных рамках эксперимента, называют ограниченным вращением.
Вращательным барьером называют барьер потенциальной энергии между двумя смежными минимумами молекулярного состояния как функцию от угла вращения. То есть это энергетический барьер вращения вокруг связи С-С — энергия, необходимая для перехода из одной устойчивой (например, заторможённой) конформации в другую.

### Конформер
Кроме термина конформация (англ. conformation), используется термин конформер (англ. conformer) или поворотные изомеры:
1. (в химии) любой ряд стереоизомеров, характеризуемый структурой, которая соответствует различным минимумам потенциальной энергии[5]
2. (в биологии) особое свернутое состояние или структура белка[6]

### Ротамер
Частным случаем конформера является ротамер (англ. rotamer) — один из ряда конформеров, являющийся результатом ограниченного вращения вокруг одной-единственной химической связи.

## Виды конформаций

Заслоненная и заторможенная конформации молекулы этана

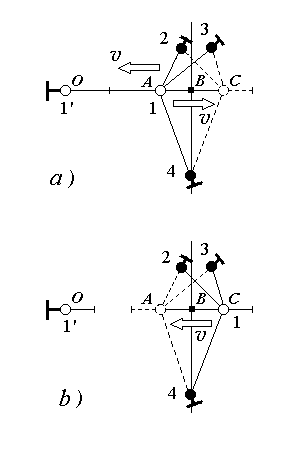
Конформационное (a) и крэш-конформационное (b) преобразование группы атомов. Последнее происходит в точке плавления и в жидком состоянии кристалла.

Различают следующие виды конформаций:
1. Заторможенная конформация (или трансоидная конформация) (англ. staggered conformation) — заместители одного атома на проекции размещены между заместителями другого атома, деля валентные углы, то есть заместители расположены наиболее далеко друг от друга в пространстве. Такие конформации обладают наименьшей энергией.
2. Заслоненная конформация (или цисоидная конформация) (eclipsed conformation) — конформация, в которой заместители как бы налагаются друг на друга или находятся друг относительно друга в наиболее близком положении. Такие конформации обладают наиболее высокой энергией.
3. Скошенная конформация (или конформация «Гош») (bisecting conformation) — для структуры, содержащей группы R3C–C(Y)=X (с идентичными или различными группами R) структура, в которой угол вращения таков, что X антиперипланарный одной из групп R и, в проекции Ньюмана, двойная связь, C=X делит пополам один из углов R–C–R. В этой структуре связь C–Y заслоняет одну из связей C–R. В заслоненной конформации X синперипланарный одной из групп R[10].
4. Катастрофическая конформация (или конформация «Крэш») (crash conformation) — преобразование (инвертирование) структуры группы атомов при тепловых колебаниях решетки, сопровождаемое разрушением межатомной связи при преодолении потенциального барьера инвертирования в фиксированной температурной точке с затратой постоянной величины энергии ниже энергии атомизации решетки и равной удельной теплоте плавления. Такое преобразование связывается с «фактором плавления» в атомной модели перехода из твёрдого конденсированного состояния кристаллического тела в конденсированное состояние жидкости[11][12].

### Конформации n-членных циклов

Конформации твист, полукресло и кресло

Примером шестичленного цикла является циклогексан, существуют также циклические молекулы с другими количествами атомов в цикле. Молекула циклогексана служит удобной моделью для изучения конформаций шестичленных циклов. Среди нескольких возможных конформаций циклогексана наименьшей энергией будет обладать конформация «кресло». Но различают также и другие:
1. Конформация «кресло» (англ. chair conformation)[13].
2. Конформация «ванна» (boat conformation).
3. Конформация «твист» (twist conformation) — любые два соседних атома смещены в разные стороны от плоскости, построенной по трём оставшимся.
4. Конформация «корона» (crown conformation).
5. Конформация «конверт» (envelope conformation) — пять атомов из шести находятся на одной плоскости, а шестой выходит из неё (tub conformation).

## Стабильная конформация
Стабильная конформация может быть обусловлена образованием дисульфидных мостиков, за счет взаимодействия различных заряженных группировок, гидрофобных взаимодействий или образования водородных связей.
Когда говорят о стабильности, имеют в виду термодинамическое свойство вещества (в данном случае его конформации), которое количественно измеряется с помощью энергии Гиббса. Тогда конформация вещества A более устойчива чем его изомер B, если {\displaystyle \Delta G>0} для реакции A → B. Так, например, имеем две реакции:
1. P → X + Y сопровождается {\displaystyle \Delta G_{1}}
2. Q → X + Z сопровождается {\displaystyle \Delta G_{2}}

тогда, если {\displaystyle \Delta G_{1}>\Delta G_{2}}, то P более стабильно относительно продукта Y чем Q относительно Z.